# Tiger Translate
 Der er for få eller ingen kildehenvisninger i denne artikel, hvilket er et problem. Du kan hjælpe ved at angive troværdige kilder til de påstande, som fremføres i artiklen.

Tiger Translate er et program, der skal hjælpe asiatiske kunstnere med at vinde øget anerkendelse. Programmet blev startet af Tiger Beer i 2006 som et samarbejde med den kreative industri. Formålet var at forme et kunstnerkollektiv som skulle være med til at fremhæve Asiens bedste kreative talenter og skabe en bro til samarbejde med ligesindede kunstnere fra vesten igennem en serie af udstillinger, events og udgivelser. 
Kunstnerkollektivet er i dag kendt som Tiger AKA (Asian Kinetic Artists), og har over 150 medlemmer med navne som Rostarr, Phunk Studio, Faile, Jon Burman, Jeremyville m.fl.
Platformen gør det muligt for asiatiske talenter indenfor kunst, design, street-art/graffiti, film, fotografi og musik at positionere sig på verdensscenen og samtidig få inspiration fra nogle af de nye stjernefrø på den vestlige kunst- og kreative scene.
I forlængelse af Tiger Beer’s mål om at hjælpe asiatiske kunstnere, får udvalgte talenter muligheden for at deltage i Tiger Translate arrangementerne og derigennem engagere sig i en kreativ udveksling med ligesindede vestlige kunstnere ved samarbejde på tværs af landegrænser og kulturskel. De udvalgte værtsbyer er typisk trendsættende indenfor kunst, kultur og/eller den musikalske scene.
I 2006 afholdt Tiger Translate events i Dublin, Shanghai og Auckland. Den globale tour 2007 gik til New York, Berlin og Beijing. Sidstnævnte bragte fire "vestlige" kunstnere – Jeremyville (Australien), Ben Frost (Australien), Jon Burgerman (UK) og Luke Bennett (Tyskland) til Kina for første gang, hvor de bl.a. samarbejdede med kendte og fremadstormende kinesiske kunstnere som Li Qiu Qiu, Song Yang og Nie Jun.
Den positive modtagelse af sidste års arrangementer har fået eventrækken til at fortsætte med events i Hanoi, Ho Chi Minh City, Bangkok og London. København er blevet valgt til at huse den næste globale Tiger Translate event med en 4 dages workshop og efterfølgende showcase for offentligheden.

## Eksterne links
- http://www.tigertranslate.dk Arkiveret 14. maj 2009 hos  Wayback Machine